# 中華民國—伊朗關係
中華民國與伊朗王國於1920—1971年有正式外交關係，斷交後，目前沒有與現今的伊朗伊斯蘭共和國互設具大使館功能的代表機構。對伊朗的相關事務由駐杜拜臺北商務辦事處兼轄。中華民國對外貿易發展協會於伊朗設立德黑兰臺灣貿易中心。

## 政治

### 外交

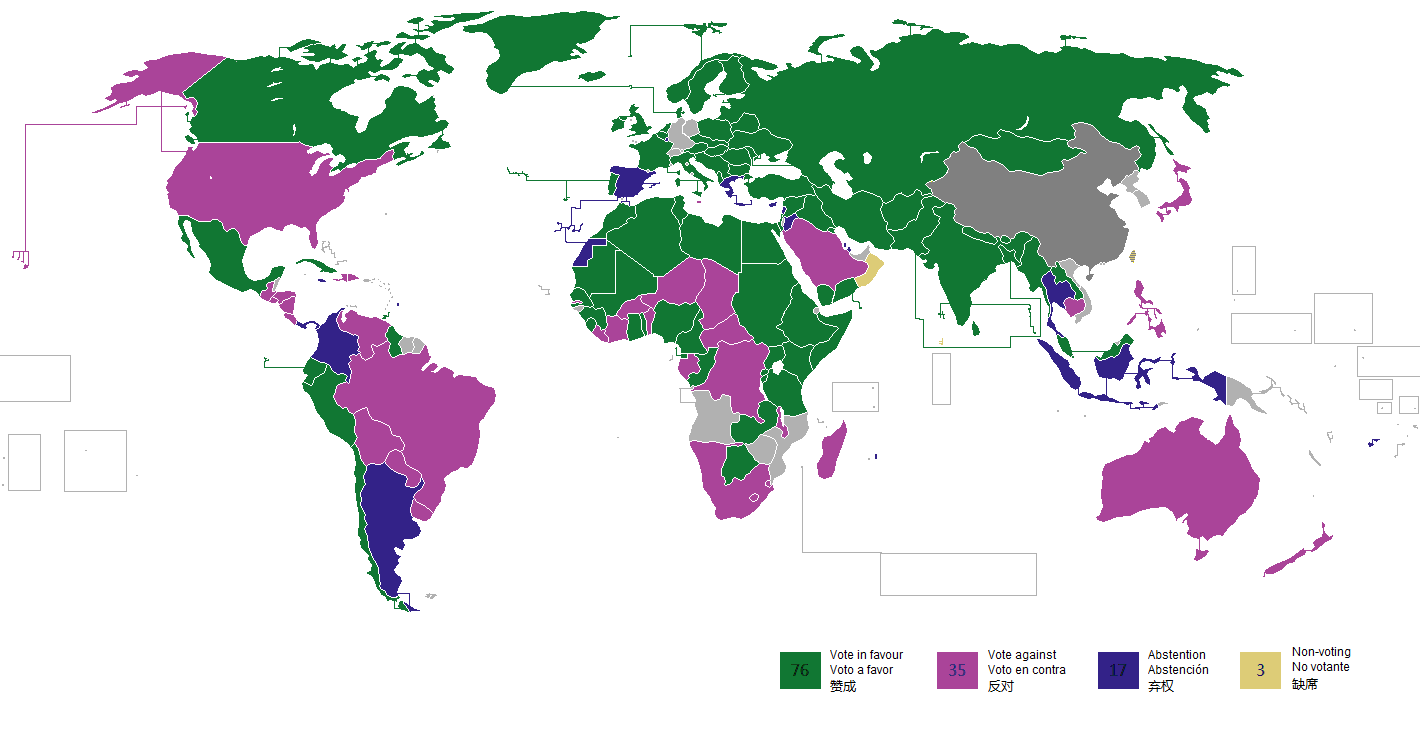
綠色國家表示在1971年的投票中反對中華民國續留聯合國，即《聯合國大會2758號決議》，其中包括當時的伊朗王國。

1920年6月1日，中华民国与伊朗卡扎尔王朝簽署友好条约，建立公使级外交关系。
1934年，伊朗王國於上海设立领事馆，後於1937年关闭。
1942年，於首都德黑蘭設立中華民國駐伊朗王國公使館，並派駐公使。1944年，於首都重慶設立伊朗王國駐中華民國公使館，並派駐公使。
1945年2月10日，升格為大使級外交關係。兩國公使館升格為大使館，並派駐大使。
1949年，中華民國政府遷台後，基於冷戰的背景且反共立場一致，兩國繼續維持邦交，但伊朗直至1957年始重派大使（由駐日本大使兼任）。
1956年12月31日，總統蔣中正接見伊朗參議員馬蘇第時表示：「共匪侈言與吾人談和之時，其真義乃欲以政治手段達到彼等前此未能以武力獲得之目的。吾人以往與共匪談判，已有太多經驗，絕不致再受共匪最近和平攻勢之欺騙。我政府決不考慮任何共匪和平提議。」
1958年，伊朗國王穆罕默德-礼萨·巴勒维訪問中華民國，並與總統蔣中正會晤。巴勒維也是唯一曾造訪台灣的伊朗君主。
1971年8月17日，兩國斷交。18日，關閉大使館；10月25日，伊朗投票反對中華民國續留聯合國。
1995年9月，伊朗與其他28個國家在聯合國大會的總務委員會中，發言反對將中華民國參與聯合國「設立研究委員會」案列入聯合國大會議程。

## 經濟

### 貿易
中華民國對外貿易發展協會（外貿協會）在伊朗首都設有德黑蘭臺灣貿易中心，拓展雙方貿易往來業務，是唯一在伊朗設立公司的臺灣機構。
自美國川普政府重啟對伊朗經濟制裁後，中華民國自伊朗進口的石油與鋁材分量已大幅降低。中華民國亦是伊朗所生產之尿素、氨、甲醇、乙烯的主要進口國。華碩（ASUS）及宏碁（Acer）的個人電腦在2015年的伊朗市場佔有率分別排名第一及第二位。
伊朗業者原可經由第三國銀行帳戶與臺灣業者通匯，但臺灣的銀行自2018年2月起，不論伊朗進口商經由第三國銀行帳戶匯予臺灣出口商之非美元貨款，或是臺灣進口商經由第三國銀行帳戶匯予伊朗出口商之非美元貨款，因伊朗被列為洗錢防制之高風險國家，而陸續不再承作。
| 年分 | 貿易總額      | 貿易總額 | 貿易總額 | 出口至伊朗  | 出口至伊朗 | 出口至伊朗 | 自伊朗進口    | 自伊朗進口 | 自伊朗進口 | 順逆差  |
| 年分 | 金額          | 年增減   | 排名     | 金額        | 年增減     | 排名       | 金額          | 年增減     | 排名       | 順逆差  |
| ---- | ------------- | -------- | -------- | ----------- | ---------- | ---------- | ------------- | ---------- | ---------- | ------- |
| 2017 | 1,758,576,118 | ▲25.9%   | 30       | 652,924,307 | ▲0.5%      | 31         | 1,105,651,811 | ▲47.9%     | 31         | 逆差▲   |
| 2018 | 1,600,924,527 | ▼9.0%    | 35       | 442,451,227 | ▼32.2%     | 41         | 1,158,473,300 | ▲4.8%      | 31         | 逆差▲   |
| 2019 | 179,753,172   | ▼88.8%   | 69       | 107,520,339 | ▼75.7%     | 66         | 72,232,833    | ▼93.8%     | 69         | 順差 -- |
| 2020 | 146,656,659   | ▼18.4%   | 79       | 81,201,438  | ▼24.5%     | 68         | 65,455,221    | ▼9.4%      | 73         | 順差▼   |
| 2021 | 145,535,294   | ▼0.8%    | 86       | 70,502,872  | ▼13.2%     | 80         | 75,032,422    | ▲14.6%     | 84         | 逆差 -- |
| 2022 | 128,226,784   | ▼11.9%   | 90       | 76,778,839  | ▲8.9%      | 82         | 51,447,945    | ▼31.4%     | 87         | 順差 -- |
| 2023 | 82,820,406    | ▼35.4%   | 91       | 62,389,302  | ▼18.7%     | 84         | 20,431,104    | ▼60.3%     | 99         | 順差▲   |
| 2024 | 69,742,754    | ▼15.8%   | 92       | 55,299,001  | ▼11.4%     | 81         | 14,443,753    | ▼29.3%     | 104        | 順差▼   |

2023年的兩國貿易項目如下：
出口至伊朗的前10大項目為：鋼鐵製螺釘、螺栓、螺帽、螺旋鈎、車用螺釘、鉚釘、橫梢、開口梢、墊圈與類似製品；反應起始劑、反應促進劑與觸媒；電路開關、保護電路或連接電路用之電氣用具、光纖、光纖束、光纤电缆或光纖傳輸纜用之連接器；機動車輛所用之零件與附件；診斷或實驗用有底襯之試劑或配製試劑，以及檢定參照物；手提工具，氣動、液壓或裝有電力或非電力之原動機者；塑料板、片、膜或條；纤维素及其化學衍生物；合成有機著色料、有機熒光增白劑或發光劑；金属、金屬碳化物、玻璃、礦物、橡膠或塑膠模具等。
自伊朗進口的前10大項目為：石油焦、石油瀝青與其他石油殘渣；生物鹼及其鹽類、醚類、酯類與其他衍生物；铜板、片或扁條；未經塑性加工精炼銅與銅合金；大理石、石灰華、石灰石與其他石灰質紀念碑用或建築用石以及雪花石膏；薑、薑黃、番紅花、麝香草、月桂葉、咖哩與其他香辛料；甲殼類動物；香料、藥用或殺蟲菌植物及其種子與果實；鮮或乾椰棗、無花果、凤梨、酪梨、番石榴、芒果與山竹果；經調製或保藏之果实、坚果與其他植物可食部分等。

#### 對伊朗經濟制裁
由於伊朗發展核計畫，受到聯合國禁運的制裁，進口中華民國的機械、電子零組件等「戰略性高科技產品」不得不從阿拉伯聯合大公國或土耳其等第三國間接進入境內，導致中華民國實際對伊朗的出口值無法反映在海關統計上，從而產生失真情形。也由於國際間對伊朗實施經濟制裁，產品出口至伊朗前，必須先送經濟部國際貿易局審核，以取得核發的「戰略性高科技貨品輸出」許可證，項目達392項，間接影響業者對伊朗出口。直到2016年1月伊朗核問題解決後，貿易關係才逐漸恢復。
2018年11月5日，美國重啟對伊朗經濟制裁，禁止各國向伊朗採購石油，但也暫時允許包括中華民國（臺灣）、印度、韓國、土耳其、義大利、希臘、日本及中華人民共和國在內的8個國家繼續進口伊朗石油，豁免期限最高180天。根據中華民國經濟部能源局統計，2017年中華民國向伊朗採購石油約400萬桶，佔石油進口比率不到2%。除了伊朗，中華民國還向沙烏地阿拉伯、科威特、阿曼、伊拉克、阿拉伯聯合大公國、安哥拉和印尼等產油國採購石油，若豁免期滿不得再向伊朗採購，石油供應不會受到太大影響。
2018年11月，中華民國經濟部國際貿易局公告停發「伊朗輸出貨品證明」與「伊朗戰略性高科技貨品輸出」兩項許可證。「臺伊貿易款項清算機制」亦停止運作，該機制的伊朗方面管理銀行Parsian Bank於2018年10月被列入制裁名單，臺灣方面管理銀行兆豐國際商業銀行隨即停止各項付款業務。

### 投資
2000年上半年，台灣中鼎工程與伊朗經過多次談判後，於次年在伊朗中部大城伊斯法罕合作設立ABS工廠，總工程費2,800多萬美元。此為伊朗伊斯蘭革命後20多年來，兩國間第一項合作工程。
2011年10月，與伊朗中央銀行合作，設立「與伊朗貿易金融管理措施」，接受6家非受聯合國制裁的民營銀行之貿易文件，透過此一措施，雙方可以取得貨款。
根據中華民國經濟部投資審議司統計，截至2023年6月，臺商赴伊朗總投資金額約18.3萬美元，計有1件；伊朗赴臺灣總投資金額約778萬美元，計有81件。
截至2023年，在伊朗無臺商或臺僑組織，以及臺灣金融機構。

### 參訪
2009年5月，中華民國經濟部常務次長林聖忠率領「2009年中東貿易訪問團」共59家廠商81位團員訪問伊朗首都德黑蘭，為兩國斷交後，訪問伊朗層級最高的政府官員，該團也是中華民國歷年規模最大的中東地區拓銷活動。
2016年3月，經濟部政務次長卓士昭率領拓銷團訪問德黑蘭與馬什哈德。另外，伊朗有5家廠商前往臺灣參加採購大會，是國際解除對伊朗制裁後首次受邀參加外貿協會的採購大會。

## 交流

### 援助
1990年6月21日，伊朗西北部發生強烈地震，中華民國政府從「國際災難人道救濟基金」提撥10萬美元協助伊朗賑災救難工作。
1991年3月，伊拉克爆發內戰後，其國內上百萬庫德族難民湧入伊朗及土耳其，中華民國政府提供1,000萬美元援助庫德族難民，其中，有70萬美元捐贈予伊朗伊斯蘭共和國紅新月會。
2003年12月26日，伊朗東南部發生大地震，中華民國政府除捐贈10萬美元，並派赴救難隊前往災區巴姆，亦協調非政府组织（NGO）辦理後續救災物資的募集與運送事宜。
2025年6月，伊朗與以色列爆發戰爭後，中華民國對外貿易發展協會在伊朗設立的德黑蘭台灣貿易中心幫助6名在當地經商、研究的台灣人經由陸路撤出伊朗。當時尚有中心主任等5名台灣人留在伊朗。

## 協定
| 日期           | 簽署                                                           |
| -------------- | -------------------------------------------------------------- |
| 1957年11月11日 | 《中華民國與伊朗國間文化專約》                                 |
| 1969年5月27日  | 《中華民國與伊朗王國稻作技術合作協定》                         |
| 2000年12月18日 | 《中華民國郵政總局與伊朗郵政總局間關於國際快捷郵件瞭解備忘錄》 |

## 簽證

持中華民國護照的中華民國國民簽證要求分布圖：入境伊朗可以落地簽證。

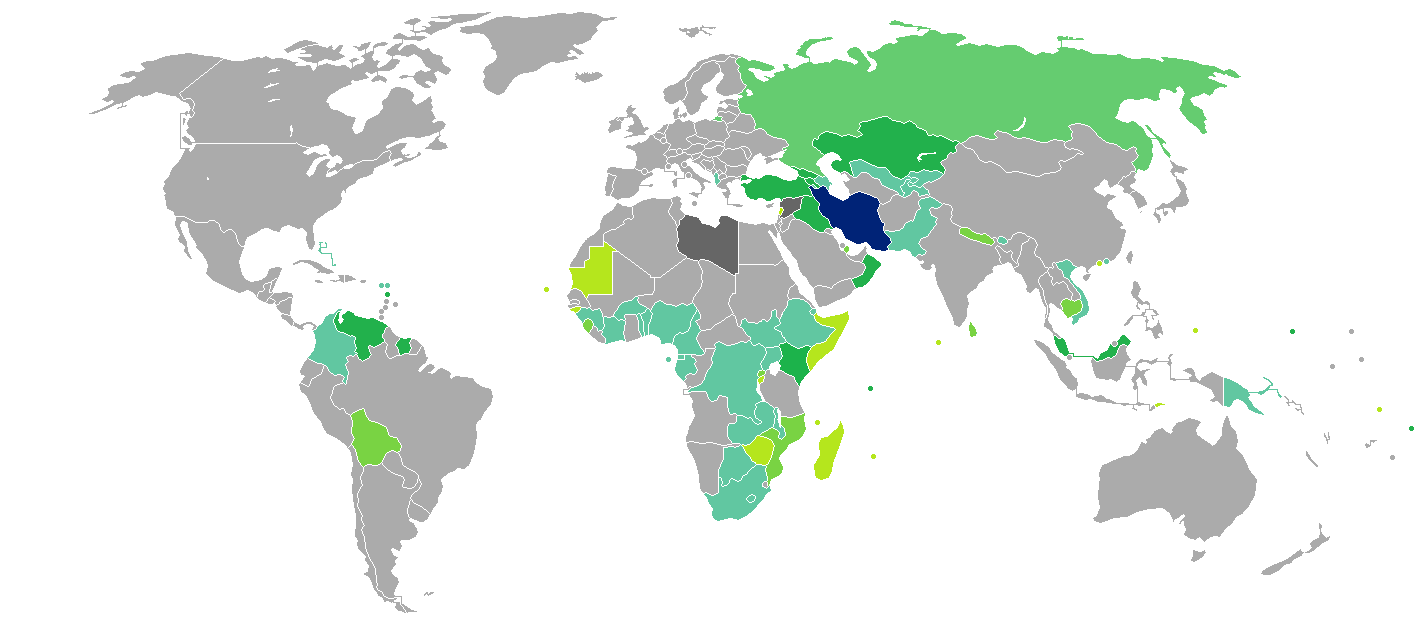
持伊朗護照的伊朗國民簽證要求分布圖：入境中華民國需要簽證。

兩國國民皆須申請簽證方可入境對方國家。持有中華民國護照的中華民國國民可以落地簽證的方式入境伊朗，須先備妥相關資料後上網登記，選擇簽證類別與實體簽證核發機構，例如伊朗駐香港總領事館或德黑蘭機場等，觀光與商務停留最多90天。護照文件有以色列簽證或入出境章戳者，得拒發落地簽證。
2015年，中華民國將伊朗從特殊國家名單移除，放寬伊朗國民的簽證申請規定。持有伊朗護照的伊朗國民抵台參加由中央政府機關主辦、協辦或贊助之國際會議、運動賽事、商展活動，或經中華民國對外貿易發展協會駐當地機構之推薦，則可以電子簽證入境中華民國，停留最多30天並不得延期。

## 交通

### 航空

#### 客運
兩國無直航班機，可經由（不計航點遠近，截至2023年6月15日）：
- 臺北松山→上海-浦東，再轉機前往伊朗的國際機場（英语：List of airports in Iran）。
- 臺北桃園→北京-首都、上海-浦東、廣州、深圳、烏魯木齊[註 1]、曼谷、普吉（季節性飛伊朗）、德里、杜拜、伊斯坦堡、倫敦、巴黎、羅馬、米蘭、法蘭克福、維也納→伊朗。
- 臺中→廣州、深圳→伊朗。
- 高雄→北京-首都、上海-浦東、廣州、深圳、曼谷→伊朗。

## 外部連結
- 中華民國外交部－伊朗伊斯蘭共和國簡介 （页面存档备份，存于）（繁體中文）（英文）
- 駐杜拜台北商務辦事處（繁體中文）（英文）
- 外交部領事事務局－國外旅遊警示分級表
- 中華民國衛生福利部－國際旅遊疫情建議等級
- 中華民國國際經濟合作協會 （页面存档备份，存于）（繁體中文）（英文）
- 德黑蘭臺灣貿易中心（阿拉伯文）（英文）